# Rachoviscus graciliceps
Rachoviscus graciliceps är en fiskart som beskrevs av Stanley H. Weitzman och Carlos Alberto Goncalves da Cruz 1981. Rachoviscus graciliceps ingår i släktet Rachoviscus och familjen Characidae. Inga underarter finns listade i Catalogue of Life.
Arten förekommer i vattendrag i södra delen av delstaten Bahia i Brasilien.